# Marie-Chantal Toupin
Marie-Chantal Toupin est une chanteuse québécoise née le 14 juillet 1971 à Montréal, dans le quartier Rosemont (maintenant l'arrondissement Rosemont-La Petite Patrie).

## Biographie
Marie-Chantal Toupin (son vrai nom est Chantal Toupin) naît le 14 juillet 1971 à Montréal dans le quartier Rosemont (aujourd'hui l'arrondissement Rosemont–La Petite-Patrie). À l'âge de six ans, elle souhaite devenir chanteuse et à sept ans, elle commence à chanter dans les bars sous la supervision des organisateurs en cas de visite impromptue de la police. Elle fera plus tard des maquettes en studio et auditionnera pour l'émission Les Chanterelles animée par Marguerite Blais à Télé-Métropole.
Elle arrêtera le chant à l'âge de 14 ans pour se consacrer à ses études. À 16 ans, elle est témoin de la mort de son père, victime d'un infarctus, malgré les tentatives pour le sauver. À la suite de cette mort, elle quitte l'école, trouve de nombreux gagne-pains et un appartement pour subvenir à ses besoins. Son premier vrai travail fut à la Banque Royale du Canada.

### Carrière

#### Débuts (1991-1998)
En 1991, elle reprend le chant et donne un concert au Palais des Congrès de Montréal devant 5 000 employés de la RBC. Après le concert, le technicien sonore en charge de l'événement lui donne une carte d'affaire en indiquant qu'il recherche des artistes. Malgré une sinusite, Marie-Chantal se présente à l'audition et elle se fait offrir un contrat sur le champ.
Ce n'est toutefois que sept ans plus tard, en 1998, qu'elle lance son premier album intitulé Après Tout. Pour elle, ce premier opus est désastreux car les chansons qu'on y retrouve ne lui plaisent pas et, de plus, elle n'a aucun contrôle sur sa carrière.

#### Succès commercial (1999-2006)
Elle met un terme à son contrat avec la maison de disque Tacca afin que ses désirs soient mieux entendus. Elle signe alors chez Tox, qui édite son deuxième album éponyme en 2000. En plus d'être un succès, cet opus aux sons rock confirme son statut de chanteuse dans ce genre musical. Cet album comprend les succès radiophoniques Comment J'pourrais te l'dire et J'veux que tu saches.
En 2003, elle lance son troisième album Maudit Bordel, qui est lui aussi un succès avec les chansons Maudit Bordel et Soirée de fille. Il comprend également la reprise d'une chanson immortalisée par Édith Piaf : Non, je ne regrette rien en deux versions.
En 2005, elle lance son quatrième album Non Négociable. Ce LP aux styles rock et pop est propulsé par les chansons Naître, Cette Mélodie et En toi. Le vidéoclip de cette troisième chanson, d'une durée de 17 minutes, sera reformaté pour passer à la télévision. L'année suivante, elle lance l'album live Non Négociable: La Tournée, suivi de la distribution d'une version DVD du concert, sous l'étiquette Musicor.

#### À distance,Noël C'est l'amouretPremier Baiser(2007-2010)
En 2008, elle lance son cinquième album À distance. Pour ce disque, la chanteuse adopte un son plus pop que rock comparé aux albums précédents et obtient un succès avec les chansons Une fois pour toutes, Pas facile et La guerre est finie. La même année, elle est la tête d'affiche pour le spectacle de mi-temps de la finale de l'Est de la Ligue canadienne de football au stade olympique de Montréal.
En 2009, elle lance l'album de Noël Noël c'est l'amour et, l'année suivante, son sixième album studio Premier Baiser qui obtient un peu de succès avec les chansons Premier Baiser et Oublier.

#### À ma manière, projet télévisuel etMerci... Mes grands succès(2011-2016)
En 2011, elle propose un album de reprises d'artistes québécois intitulé À ma manière.
En 2013, Toupin monte sur scène lors du gala de l'ADISQ pour rendre hommage à son amie la chanteuse Pier Béland, gagnante du prix Félix de l'album country de l'année. La défunte avait écrit pour Marie-Chantal la chanson Maudit Bordel.
En 2015, la chanteuse se tourne vers la télévision pour l'émission Flip de filles sur les ondes de Moi & Cie Télé. Un mois plus tard, elle est renvoyée pour avoir tenu des propos controversés racistes.
En 2016, elle fait un retour en musique avec la compilation Merci... Mes grands succès qui comporte 16 chansons dont deux nouvelles : Merci et Derrière soi.

#### Nouvel album etBig Brother célébrités(2017-2022)
En 2017, Toupin annonce un album qui sortira en 2018 intitulé Sur la route du country. Cet album proposera de la musique country, un genre musical qu'elle chantait lorsqu'elle était enfant. Cet album ne verra jamais le jour.
L'année suivante, elle annonce son association avec l'agence de voyage Voyage Vasco pour les premières dates de sa tournée à Punta Cana en République dominicaine.
En 2020, elle publie un premier extrait intitulé Je continuerai. Un jour alors qu'elle est en séance d'enregistrement au studio, elle subit un incident qui la conduit à l'hôpital où on découvre qu'elle s'est détachée le diaphragme du côté dorsal.
En 2021, elle est du casting de la première saison de Big Brother célébrités, la version québécoise de Celebrity Big Brother. Elle quitte le jeu après trois semaines d'émission.

#### Reconversion (2023-présent)
En 2023, elle s'annonce comme célébrante de mariages et de funérailles.

## Autres

### Reconnaissance
Marie-Chantal Toupin est l'une des artistes ayant eu du succès dans les années 2000 au Québec.[réf. nécessaire]
Le succès commercial de son album, Marie-Chantal Toupin, paru en 2000, est comparable à celui de l'album Celle Qui Va de Marjo paru 12 ans plus tôt.[réf. nécessaire]

### Style musical
Marie-Chantal Toupin chante en français québécois. Sa voix est similaire à celle de Marjo.
Son premier album Après tout proposait un son pop et pop rock, mais le résultat ne plaît pas à Toupin et l'envie de devenir une rockeuse n'est pas dans les intérêts de son gérant de l'époque. C'est avec son album éponyme qu'apparaît son talent pour la musique rock : elle obtient du succès avec Maudit bordel et Non Négociable. Vers la fin des années 2000, même si elle adopte un genre de moins en moins rock, le succès est au rendez-vous.

## Prix et nominations

### Gala de l'ADISQ
| Année | Catégorie                         | Pour                                         | Résultat   |
| ----- | --------------------------------- | -------------------------------------------- | ---------- |
| 2001  | album de l'année - rock           | Marie-Chantal Toupin                         | nomination |
| 2002  | interprète féminine de l'année    | Marie-Chantal Toupin                         | nomination |
| 2002  | spectacle de l'année - interprète | Marie-Chantal Toupin                         | nomination |
| 2003  | album de l'année - rock           | Maudit Bordel                                | nomination |
| 2003  | interprète féminine de l'année    | Marie-Chantal Toupin                         | nomination |
| 2004  | interprète féminine de l'année    | Marie-Chantal Toupin                         | nomination |
| 2004  | spectacle de l'année - interprète | Maudit Bordel                                | nomination |
| 2005  | album de l'année - rock           | Non Négociable                               | lauréate   |
| 2005  | chanson populaire de l'année      | Naître                                       | nomination |
| 2005  | interprète féminine de l'année    | Marie-Chantal Toupin                         | nomination |
| 2006  | interprète féminine de l'année    | Marie-Chantal Toupin                         | nomination |
| 2006  | spectacle de l'année - interprète | Non Négociable                               | nomination |
| 2009  | album de l'année - rock           | À Distance                                   | nomination |
| 2011  | album de l'année - pop-rock       | Premier Baiser                               | nomination |
| 2013  | album de l'année - réinterprétion | Elles Chantent Cabrel (avec artistes variés) | nomination |

### Prix Juno
| Année | Catégorie                    | Pour          | Résultat   |
| ----- | ---------------------------- | ------------- | ---------- |
| 2004  | album francophone de l'année | Maudit Bordel | nomination |

### Certifications
- Billet argent ADISQ pour 25 000 billets vendus pour la tournée « Non Négociable » en 2006[21].

## Vie privée
De 1998 à 2005, Marie-Chantal Toupin fut en couple avec son gérant Éduardo da Costa.
En 2013, elle fréquentait l'homme d'affaires québécois François Lambert avant de rompre deux mois plus tard.

## Controverses

### Propos déplacés
En 2014, Marie-Chantal Toupin publie des propos controversés sur sa page Facebook, ironisant sur une femme voilée décédée accidentellement. Un an plus tard, la chanteuse qui avait un projet d'émission de télévision se voit congédiée à la suite de ces écrits. Lors de son passage à l'émission Tout le monde en parle en 2016, Toupin aborde cette controverse qu'elle a durement vécu et regrette ses écrits.
En 2017, à la suite des inondations qu'elle vit à Oka, Marie-Chantal Toupin exprime son mécontement envers l'armée. Ensuite, elle écrit : « Même la police ne faisait rien, mais il y a un gentil lieutenant de l'armée qui a pris son temps pour m'expliquer comment ça fonctionne avec l'armée et les corps policiers. Aucunement je n'ai voulu rabaisser qui que ce soit »
Au printemps 2020, Marie-Chantal Toupin repartage des théories conspirationnistes de la COVID-19 sur sa page Facebook.
Dans une entrevue à Radio X, Marie-Chantal Toupin évoque la possibilité de contourner les mesures sanitaires de protection de la population du Gouvernement du Québec, afin de « continuer à travailler ».

## Discographie[30]

### Albums

#### Studio
| Année | Titre                | Classement | Classement | Certification                 |
| Année | Titre                | Canada     | Québec     | Certification                 |
| ----- | -------------------- | ---------- | ---------- | ----------------------------- |
| 1998  | Après Tout           | -          | -          |                               |
| 2000  | Marie-Chantal Toupin | -          | 51         |                               |
| 2003  | Maudit Bordel        | -          | 5          | Platine (100 000 exemplaires) |
| 2005  | Non Négociable       | 2          | 1          | Platine (100 000 ex.)         |
| 2008  | À Distance           | 5          | 3          |                               |
| 2009  | Noël c'est l'Amour   | 21         | 6          | Or (40 000 ex.)               |
| 2010  | Premier Baiser       | -          | 9          |                               |
| 2020  | Je continuerai       | -          | -          |                               |

#### Live
| Année | Titre                      | Classement | Classement |
| Année | Titre                      | Canada     | Québec     |
| ----- | -------------------------- | ---------- | ---------- |
| 2006  | Non Négociable: La Tournée | -          | 11         |

#### Compilations
| Année | Titre                      | Classement | Classement |
| Année | Titre                      | Canada     | Québec     |
| ----- | -------------------------- | ---------- | ---------- |
| 2012  | À Ma Manière               | 24         | 7          |
| 2016  | Merci... Mes Grands Succès | -          | -          |

### Chansons

#### Extraits
| Année | Titre                                               | Classement | Classement | Album                      |
| Année | Titre                                               | Canada     | Québec     | Album                      |
| ----- | --------------------------------------------------- | ---------- | ---------- | -------------------------- |
| 1998  | Hip hip hurray                                      | -          | 9          | Après Tout                 |
| 1998  | Avions de Papier                                    | -          | 10         | Après Tout                 |
| 1999  | La bombe même                                       | -          | 23         | Après Tout                 |
| 2000  | Jusqu'à demain                                      | -          | 42         | Marie-Chantal Toupin       |
| 2000  | J'veux que Tu Saches                                | -          | 20         | Marie-Chantal Toupin       |
| 2001  | Comment J'Pourrais Te l'Dire                        | -          | 4          | Marie-Chantal Toupin       |
| 2001  | Les Faits Contraires                                | -          | 10         | Marie-Chantal Toupin       |
| 2002  | À l'abri                                            | -          | 12         | Marie-Chantal Toupin       |
| 2002  | Dans ton ciel                                       | -          | 8          | Marie-Chantal Toupin       |
| 2003  | Soirée de Filles                                    | -          | 7          | Maudit Bordel              |
| 2003  | Maudit Bordel                                       | -          | 4          | Maudit Bordel              |
| 2003  | Sans Regrets                                        | -          | 4          | Maudit Bordel              |
| 2004  | Toé c'est Moé                                       | -          | 1          | Maudit Bordel              |
| 2004  | Réveille                                            | -          | 7          | Maudit Bordel              |
| 2004  | Tout ce que l'on veut pour Noël... c'est de l'amour | -          | 8          | single seulement           |
| 2005  | Naître                                              | -          | 1          | Non Négociable             |
| 2005  | Cette mélodie                                       | -          | 1          | Non Négociable             |
| 2005  | Tout effacer                                        | -          | 2          | Non Négociable             |
| 2005  | J'irai au sommet pour toi                           | -          | 5          | single seulement           |
| 2006  | En Toi                                              | -          | 16         | Non Négociable             |
| 2007  | Non Négociable                                      | -          | 39         | Non Négociable             |
| 2007  | Toutes les mêmes                                    | -          | 35         | Non Négociable             |
| 2008  | Une Fois Pour Toutes                                | 82         | 2          | À Distance                 |
| 2008  | Pas Facile                                          | -          | 6          | À Distance                 |
| 2009  | Comme un homme                                      | -          | 22         | À Distance                 |
| 2009  | La Guerre est Finie                                 | -          | 3          | À Distance                 |
| 2009  | Noël, c'est l'amour                                 | -          | 32         | Noël C'est L'amour         |
| 2010  | Premier Baiser                                      | -          | 6          | Premier Baiser             |
| 2011  | Ta vraie nature                                     | -          | 5          | Premier Baiser             |
| 2011  | Mal d'amour                                         | -          | 21         | Premier Baiser             |
| 2011  | Oublier                                             | -          | 18         | Premier Baiser             |
| 2015  | Rien n'est Impossible                               | -          | -          | single seulement           |
| 2016  | Merci                                               | -          | -          | Merci... Mes Grands Succès |
| 2016  | Derrière Soi                                        | -          | -          | Merci... Mes Grands Succès |
| 2020  | Je Continuerai                                      | -          | -          |                            |

### Collaborations
Liste de collaborations :
| Année | Titre             | Classement | Artiste        | Album                |
| Année | Titre             | Québec     | Artiste        | Album                |
| ----- | ----------------- | ---------- | -------------- | -------------------- |
| 2005  | Nous sommes l'un  | 38         | Gino Quilico   | Un jour, une nuit    |
| 2008  | Tue-Moi           | -          | Dan Bigras     | Duos de la tendresse |
| 2010  | Nouveau Départ    | -          | Sir Pathétik   | 10ième Round         |
| 2013  | À Regarder La Mer | -          | Alain Barrière | Mes Duos d'Amour     |
| 2016  | État d'Urgence    | -          | Bélisle        | Boulevard Country    |

### Projets collectifs
Liste de projets collectifs :
| Année | Titre                     | Album                 |
| ----- | ------------------------- | --------------------- |
| 2004  | Père-Noël arrive ce soir  | Les Étoiles de Noël   |
| 2004  | Un enfant                 | Les Étoiles de Noël   |
| 2008  | Je chante comme un coyote | Les jalouses du blues |
| 2008  | Câline de blues           | Les jalouses du blues |
| 2012  | C'est l'hiver             | Elles chantent Cabrel |
| 2014  | J'ai invité le désespoir  | Avoir tant écrit      |